# Sântămărie
Sântămărie (Hongaars: Boldogfalva) is een dorp in de Roemeense gemeente Cetatea de Baltă in het district Alba met 314 inwoners (2002) waarvan de Hongaren met 170 personen de meerderheid vormen.